# Horbach (powiat Südwestpfalz)
Horbach – miejscowość i gmina w Niemczech, w kraju związkowym Nadrenia-Palatynat, w powiecie Südwestpfalz, wchodzi w skład gminy związkowej Waldfischbach-Burgalben.